# Lalden
Lalden (walsertyska: Lalu/Laalu) är en ort och kommun i distriktet Visp i kantonen Valais, Schweiz. Kommunen har 733 invånare (2023).